# Ingazeira
Ingazeira es un municipio brasileño del estado de Pernambuco. Localizado a los márgenes del Río Pajeú a una latitud 07º40'34" sur y la una longitud 37º27'35" oeste, distante a 390 kilómetros de la capital Recife. Administrativamente, el municipio está formado por el distrito sede y por el poblado de Santa Rosa. Tiene una población estimada al 2020 de 4 543 habitantes.

## Historia
El fundador de la Hacienda Ingazeira, se llamaba Agostinho Nogueira de Carvalho, quien era hermano de José Nicolau, establecido en Hacienda Cachoeira, Espírito Santo, de la familia Carcará de Ceará.
En 1820 Agostinho Nogueira de Carvalho, inició la construcción de una capilla dedicada a San José de Ingazeira. Falleció en el año 1832, y su hijo del mismo nombre continuó la obra.
En 1836, fue elevado a la categoría de sede de la parroquia de Cabeceiras do Pajeu.